# 内郷村 (新潟県)
内郷村（ないごうむら）は、かつて新潟県刈羽郡にあった村。

## 沿革
- 1901年（明治34年）11月1日 - 刈羽郡別山村、中川村が合併して、内郷村が発足。
- 1956年（昭和31年）9月30日 - 刈羽郡石地町と合併し、朝日町となり消滅。